# Natação nos Jogos Olímpicos de Verão da Juventude de 2010 - 100 m borboleta feminino
As provas dos 100 metros mariposa/borboleta feminino da natação nos Jogos Olímpicos de Verão da Juventude de 2010 foram realizadas nos dias 19 e 20 de agosto, na Escola dos Desportos, em Cingapura. 33 nadadoras estavam inscritas neste evento.

## Medalhistas
| Ouro   | CHN Liu Lan       |
| Prata  | ESP Judit Ignacio |
| Bronze | GBR Rachael Kelly |

## Eliminatórias

### Eliminatória 1
| Pos. | Raia | Nome                 | País           | Tempo   | Notas |
| ---- | ---- | -------------------- | -------------- | ------- | ----- |
| 1    | 3    | Erika Torrellas      | VEN Venezuela  | 1:01.72 | Q     |
| 2    | 4    | Katarína Listopadová | SVK Eslováquia | 1:02.12 | Q     |
| 3    | 5    | So Lizar             | PUR Porto Rico | 1:03.90 |       |

### Eliminatória 2
| Pos. | Raia | Nome                  | País                  | Tempo   | Notas           |
| ---- | ---- | --------------------- | --------------------- | ------- | --------------- |
| 1    | 4    | Eleanor Faulkner      | GBR Grã-Bretanha      | 1:05.78 |                 |
| 2    | 3    | Khadeja Phillip       | TRI Trinidad e Tobago | 1:06.35 |                 |
| 3    | 6    | Lara Butler           | CAY Ilhas Cayman      | 1:07.59 |                 |
| 4    | 5    | Gessica Stagno        | MOZ Moçambique        | 1:10.46 |                 |
| 5    | 2    | Sonie Akter           | BAN Bangladesh        | 1:14.52 |                 |
| 6    | 7    | Surennyam Erdenebileg | MGL Mongólia          |         | Desclassificada |

### Eliminatória 3
| Pos. | Raia | Nome                | País             | Tempo   | Notas |
| ---- | ---- | ------------------- | ---------------- | ------- | ----- |
| 1    | 4    | Rachael Kelly       | GBR Grã-Bretanha | 1:01.30 | Q     |
| 2    | 3    | Katja Hajdinjak     | SLO Eslovênia    | 1:02.06 | Q     |
| 3    | 8    | Patarawadee Kittiya | THA Tailândia    | 1:02.60 | SUB   |
| 4    | 2    | Danielle Villars    | SUI Suíça        | 1:02.80 |       |
| 5    | 5    | Anna Schegoleva     | CYP Chipre       | 1:02.92 |       |
| 6    | 6    | Bruna Rocha         | BRA Brasil       | 1:03.07 |       |
| 7    | 7    | Diána Ambrus        | HUN Hungria      | 1:04.14 |       |
| 8    | 1    | Bryndís Rún Hansen  | ISL Islândia     | 1:05.56 |       |

### Eliminatória 4
| Pos. | Raia | Nome               | País          | Tempo   | Notas |
| ---- | ---- | ------------------ | ------------- | ------- | ----- |
| 1    | 3    | Judit Ignacio      | ESP Espanha   | 1:00.93 | Q     |
| 2    | 4    | Liu Lan            | CHN China     | 1:01.24 | Q     |
| 3    | 7    | Lovisa Eriksson    | SWE Suécia    | 1:01.24 | Q     |
| 4    | 6    | Alessia Polieri    | ITA Itália    | 1:01.49 | Q     |
| 5    | 5    | Anna Martí         | ESP Espanha   | 1:02.12 | Q     |
| 6    | 2    | Noora Laukkanen    | FIN Finlândia | 1:02.30 | Q     |
| 7    | 8    | Katarina Simonović | SRB Sérvia    | 1:05.49 |       |
| 8    | 1    | Arhatha Magavi     | IND Índia     | 1:09.35 |       |

### Eliminatória 5
| Pos. | Raia | Nome                 | País          | Tempo   | Notas |
| ---- | ---- | -------------------- | ------------- | ------- | ----- |
| 1    | 6    | Lindsay Delmar       | CAN Canadá    | 1:00.69 | Q     |
| 2    | 3    | Elena di Liddo       | ITA Itália    | 1:00.98 | Q     |
| 3    | 2    | Kristina Kochetkova  | RUS Rússia    | 1:01.08 | Q     |
| 4    | 8    | Thị Kim Tuyến Nguyễn | VIE Vietnã    | 1:01.40 | Q     |
| 5    | 4    | Lena Kalla           | GER Alemanha  | 1:01.71 | Q     |
| 6    | 5    | Zoe Johnson          | AUS Austrália | 1:02.31 | Q     |
| 7    | 7    | Mayuko Okada         | JPN Japão     | 1:03.75 |       |
| 8    | 8    | Jasmine Alkhaldi     | PHI Filipinas | 1:04.41 |       |

## Semifinais

### Semifinal 1
| Pos. | Raia | Nome                 | País             | Tempo   | Notas                                                            |
| ---- | ---- | -------------------- | ---------------- | ------- | ---------------------------------------------------------------- |
| 1    | 4    | Judit Ignacio        | ESP Espanha      | 1:00.87 | Q                                                                |
| 2    | 5    | Kristina Kochetkova  | RUS Rússia       | 1:00.99 | Q                                                                |
| 3    | 7    | Katarína Listopadová | SVK Eslováquia   | 1:01.27 | Q                                                                |
| 4    | 3    | Rachael Kelly        | GBR Grã-Bretanha | 1:01.30 | Q                                                                |
| 5    | 6    | Alessia Polieri      | ITA Itália       | 1:01.44 |                                                                  |
| 6    | 2    | Erika Torrellas      | VEN Venezuela    | 1:01.78 |                                                                  |
| 7    | 1    | Noora Laukkanen      | FIN Finlândia    | 1:02.33 |                                                                  |
|      | 8    | Patarawadee Kittiya  | THA Tailândia    |         | Substituiu Lovisa Eriksson (SWE), que desistiu, porém não largou |

### Semifinal 2
| Pos. | Raia | Nome                 | País          | Tempo   | Notas |
| ---- | ---- | -------------------- | ------------- | ------- | ----- |
| 1    | 3    | Liu Lan              | CHN China     | 1:00.28 | Q     |
| 2    | 4    | Lindsay Delmar       | CAN Canadá    | 1:00.62 | Q     |
| 3    | 5    | Elena di Liddo       | ITA Itália    | 1:00.95 | Q     |
| 4    | 1    | Anna Martí           | ESP Espanha   | 1:01.41 | Q     |
| 5    | 7    | Katja Hajdinjak      | SLO Eslovênia | 1:01.50 |       |
| 6    | 6    | Thị Kim Tuyến Nguyễn | VIE Vietnã    | 1:01.56 |       |
| 7    | 2    | Lena Kalla           | GER Alemanha  | 1:01.94 |       |
| 8    | 8    | Zoe Johnson          | AUS Austrália | 1:02.24 |       |

## Final
| Pos.              | Raia | Nome                 | País             | Tempo   | Notas           |
| ----------------- | ---- | -------------------- | ---------------- | ------- | --------------- |
| Medalha de ouro   | 4    | Liu Lan              | CHN China        | 59.67   |                 |
| Medalha de prata  | 3    | Judit Ignacio        | ESP Espanha      | 1:00.07 |                 |
| Medalha de bronze | 1    | Rachael Kelly        | GBR Grã-Bretanha | 1:00.26 |                 |
| 4                 | 7    | Katarína Listopadová | SVK Eslováquia   | 1:00.35 |                 |
| 5                 | 5    | Lindsay Delmar       | CAN Canadá       | 1:00.37 |                 |
| 6                 | 2    | Kristina Kochetkova  | RUS Rússia       | 1:01.04 |                 |
| 7                 | 8    | Anna Martí           | ESP Espanha      | 1:01.38 |                 |
|                   | 6    | Elena di Liddo       | ITA Itália       |         | Desclassificada |